# Primoptynx poliotauros
Primoptynx poliotauros — викопний вид сов вимерлої родини Protostrigidae, що мешкав в еоцені в Північній Америці.

## Скам'янілості
Викопні рештки птаха виявлені у 1990 році у Вілвудській формації на півночі Вайомінгу, у відкладеннях, що датуються віком 55 млн років. Голотип складається з посткраніального скелета.

## Опис
Це була велика сова, заввишки до 60 см. У той час як у сучасних сов кігті на всіх пальцях ноги приблизно однакового розміру, у Primoptynx вони значно збільшені на заднім і другому пальцях. Такі кінцівки ідеально адаптовані для схоплення дрібної живності з повітря. Ймовірно, для вбивства жертви він використовував сильні кігті (подібно як це роблять великі яструбові), на відміну від сучасних сов, які для цього використовують дзьоб. У той же час вчені прийшли до висновку, що сови не витримали конкуренції з великими хижаками і тому були змушені перейти на нічний спосіб життя і ховатися в лісах.